# Ana María Aguilera
Ana María Aguilera (Santa Marta, Magdalena, Colombia, 23 de septiembre de 1984) es una actriz de televisión y teatro. Comenzó a los 8 años en comerciales. Estudió en la Casa del Teatro Nacional, pero solo realizó la mitad de la carrera. En 2004 fue a París a estudiar teatro y se graduó allí.

## Biografía

### Niñas Mal
En Niñas Mal, Ana María da vida a Pía Montoya Cárdenas, una chica sensible, buena e inteligente, que estuvo en manos de un tratante de blancas. Es enviada a La Casa de Maca, un hogar de modales, donde tiene que convivir con otras internas (Adela Huerta, Nina Sandoval, Marisa Ornelas, Valentina Rubiales  y Greta Domenechi). Su pasado la lleva a odiar a todos los hombres, sin excepción. Debido a eso,se viste estilo emo y es lesbiana y se enamora de Valentina (Patricia Bermúdez), pero tendrá que aceptar que no es recíproco.

### Vida personal
En el año 2012 se casó con el actor colombiano Biassini Segura y ese mismo año tuvieron a su primera hija, llamada Amatista. El 6 de noviembre de 2015 nació su segunda hija a la que bautizaron con el nombre de Vida María. En la actualidad Ana María se encuentra parcialmente retirada de su profesión para dedicarse a sus hijas.

## Formación artística
- “Licence” Arts du spectacle: Théâtre (Licencia Artes del Espectáculo: Teatro)
- Universidad Saint-Denis Paris 8; Francia, 2004-2007

## Filmografía

### Televisión
| Año       | Título                              | Personaje                                                                                 | Director                       | Canal               |
| --------- | ----------------------------------- | ----------------------------------------------------------------------------------------- | ------------------------------ | ------------------- |
| 2021      | Clave del Sol                       | Violeta                                                                                   | Reparto                        | Canal 13            |
| 2021      | Pa' quererte                        | Adriana Salazar                                                                           | Actuación especial             | Canal RCN           |
| 2021      | Interiores                          | Daniela                                                                                   | Reparto                        | Canal Capital       |
| 2019      | Enfermeras                          | Fernanda Suárez                                                                           | Actuación especial             | Canal RCN           |
| 2019      | De levante                          | Angela                                                                                    | Serie web                      | Caracol Play        |
| 2018-2019 | María Magdalena                     | Talia                                                                                     | Actuación especial             | Azteca 7            |
| 2018-2019 | La ley del corazón                  |                                                                                           |                                | Canal RCN           |
| 2017      | Francisco el Matemático: Clase 2017 | Johana Escobar (El mismo papel de la segunda temporada de la misma serie ya como docente) | Herney Luna                    | Canal RCN           |
| 2016-2017 | Las Vega's                          |                                                                                           |                                | Canal RCN           |
| 2012      | Kdabra                              | Karina / Beatriz                                                                          | Felipe Martínez                | Fox Premium         |
| 2012      | El Laberinto                        | Mariana Valdés                                                                            |                                | Caracol Televisión  |
| 2010-2011 | A mano limpia                       | Lina                                                                                      | Luis Orjuela                   | Canal RCN           |
| 2010      | Niñas mal                           | Pía Montoya Cárdenas                                                                      | Israel Sánchez, Andrés Bierman | MTV (Latinoamarica) |
| 2009-2010 | Las detectivas y el Víctor          | Yamile                                                                                    | Pepe Sánchez                   | Canal RCN           |
| 2008      | Verano en Venecia                   |                                                                                           | Juan Camilo Pinzón             | Canal RCN           |
| 2003      | Punto de giro                       | Violeta                                                                                   | Kepa Amuchastegui              | Canal RCN           |
| 2001-2004 | Francisco el matemático             | Johana Escobar                                                                            | Yuldor Gutiérrez               | Canal RCN           |
| 2000      | Así es la vida                      |                                                                                           |                                | Canal RCN           |
| 2000      | Entre amores                        |                                                                                           | Israel Sánchez                 | Canal RCN           |
| 1999-2000 | El Fiscal                           |                                                                                           | Kepa Amuchastegui              | Canal RCN           |

## Cine
| Año  | Título                       | Personaje           | Nota |
| ---- | ---------------------------- | ------------------- | ---- |
| 2019 | El mensaje de Eliana (corto) | Eliana Ucrós Montes |      |

## Teatro
| Año  | Obra                                                                  | Personaje  | Director         | País     |
| ---- | --------------------------------------------------------------------- | ---------- | ---------------- | -------- |
| 2011 | Los Farsantes                                                         |            | Rodrigo Candamil | Colombia |
| 2008 | Il Primo Passo, Giacinto Gallina                                      | Elena      | Caterina Bonelli | Italia   |
| 2008 | Rassegna Teatrale Di Teatro Di Parola il parlamento, Bilora (Ruzante) | Gnua, DINA | Atanas Georgiev  | Italia   |
| 2003 | Cenicienta con el alma Tacatumbaye                                    | Cenicienta | Daniel Mendoza   | Colombia |

## Premios y nominaciones

### Premios India Catalina
| Año  | Categoría               | Telenovela o serie | Resultado |
| ---- | ----------------------- | ------------------ | --------- |
| 2004 | Mejor actriz de reparto | Punto de Giro      | Nominada  |